# Општина Асау (Бакау)
Асау (рум. Asău) општина је у Румунији у округу Бакау.
Oпштина се налази на надморској висини од 722 m.